# WEC 40
WEC 40: Torres vs. Mizugaki（ダブリューイーシー・フォーティ：トーレス・ヴァーサス・ミズガキ）は、アメリカ合衆国の総合格闘技団体「WEC」の大会の一つ。2009年4月5日、イリノイ州シカゴのUICパビリオンで開催された。

## 大会概要
メインイベントでは王者ミゲール・トーレスと挑戦者水垣偉弥によるWEC世界バンタム級タイトルマッチが行われ、トーレスが水垣を判定で降し、王座の3度目の防衛に成功した。
セミファイナルではジョセフ・ベナビデスがバンタム級転向初戦となったジェフ・カランに判定勝ちし、戦績を10戦10勝とした。
第2試合では田村彰敏がマニー・タピアに判定勝ちし、WEC2戦目にして初勝利を挙げた。
CAGE FORCEバンタム級王者水垣偉弥、キャリア8戦全勝のイヴァン・ロペスがWECデビュー。

## 試合結果

### プレリミナリィカード
第1試合 フェザー級 5分3R
○  ハファエル・ディアス vs.  マイク・バドニック ×
3R終了 判定3-0（30-27、29-28、29-28）
第2試合 バンタム級 5分3R
○  田村彰敏 vs.  マニー・タピア ×
3R終了 判定3-0（29-28、29-28、29-28）
第3試合 バンタム級 5分3R
○  ハニ・ヤヒーラ vs.  エディ・ワインランド ×
1R 1:07 チョークスリーパー
第4試合 フェザー級 5分3R
○  ヴァグネイ・ファビアーノ vs.  フレジソン・パイシャオン ×
3R終了 判定3-0（30-27、30-27、30-27）
第5試合 バンタム級 5分3R
○  ドミニク・クルーズ vs.  イヴァン・ロペス ×
3R 3:24 負傷判定3-0（30-27、30-27、29-28）
第6試合 ライト級 5分3R
○  アンソニー・ジョクアーニ vs.  バート・パラゼウスキー ×
2R 0:27 TKO（レフェリーストップ：右ストレート→パウンド）

### メインカード
第7試合 フェザー級 5分3R
○  ハファエル・アスンソン vs.  ジャミール・"ザ・サージェント"・マスー ×
3R終了 判定3-0（30-27、30-27、30-27）
第8試合 ライト級 5分3R
○  ベン・ヘンダーソン vs.  シェーン・ローラー ×
1R 1:41 TKO（レフェリーストップ：右ストレート→パウンド）
第9試合 バンタム級 5分3R
○  ジョセフ・ベナビデス vs.  ジェフ・カラン ×
3R終了 判定3-0（30-27、30-27、29-28）
第10試合 WEC世界バンタム級タイトルマッチ 5分5R
○  ミゲール・トーレス vs.  水垣偉弥 ×
5R終了 判定3-0（49-46、49-46、48-47）
※トーレスが王座の3度目の防衛に成功。

### 各賞
ファイト・オブ・ザ・ナイト：ミゲール・トーレス vs. 水垣偉弥
ノックアウト・オブ・ザ・ナイト：アンソニー・ジョクアーニ
サブミッション・オブ・ザ・ナイト：ハニ・ヤヒーラ
各選手にはボーナスとして10,000ドルが支給された。